# Ctenophoraster diploctenius
Ctenophoraster diploctenius är en sjöstjärneart som beskrevs av Fisher 1913. Ctenophoraster diploctenius ingår i släktet Ctenophoraster och familjen kamsjöstjärnor. Inga underarter finns listade i Catalogue of Life.